# 142e escadrille de chasse polonaise
La 142e escadrille de chasse polonaise est une unité de l'armée de l'air polonaise de l'entre-deux-guerres.

## Historique
Le 18 mars 1926 est constituée la 124e escadrille de chasse. Le 26 mai de la même année elle est renommée 116e escadrille de chasse et finalement le 30 mai 1928 elle devient la 142e escadrille de chasse. Équipée d'une dizaine de PZL P.11c elle prend part à la campagne de Pologne au sein de l'Armée Poméranie. Le 7 septembre 1939 elle intègre la brigade de poursuite. Pendant les combats elle aura perdu 7 appareils.

## Commandants
- lieutenant (porucznik) Kazimierz Benz (à partir de 1926)
- lieutenant Edward Peterek (du 1er janvier 1929)
- lieutenant Roman Niewiarowski (du 27 mars 1930)
- lieutenant Edward Peterek (du 12 juillet 1930)
- lieutenant Szczepan Głosek (à partir d'août 1932)
- capitaine (kapitan) Jerzy Orzechowski (du 23 mars 1933)
- capitaine Mirosław Leśniewski (du 1er novembre 1937)
- lieutenant Wacław Wilczewski[1]

## Victoires aériennes
| Date       | Pilote                                           | Appareil(s) abattu(s) |
| ---------- | ------------------------------------------------ | --------------------- |
| 02/09/1939 | capitaine Mirosław Leśniewski                    | Messerschmitt Bf 110  |
| 02/09/1939 | sous-lieutenant (podporucznik) Stanisław Skalski | 2 Do 17               |
| 02/09/1939 | aspirant (podchorąży) Stanisław Kogut            | Do 17                 |
| 02/09/1939 | aspirant Karol Pniak                             | Me 110 endommagé      |
| 02/09/1939 | caporal (kapral) Stanisław Wieprzkowicz          | He 111 endommagé      |
| 03/09/1939 | lieutenant Stanisław Zieliński                   | Hs 126                |
| 03/09/1939 | sous-lieutenant Stanisław Skalski                | Hs 126                |
| 03/09/1939 | sous-lieutenant Paweł Zenker                     | Hs 126                |
| 04/09/1939 | capitaine Mirosław Leśniewski                    | Bf 109                |
| 04/09/1939 | sous-lieutenant Stanisław Skalski                | Ju 87                 |
| 04/09/1939 | aspirant Karol Pniak                             | Ju 87                 |
| 06/09/1939 | aspirant Karol Pniak                             | Ju 87                 |